# Stipa diegoensis
Stipa diegoensis är en gräsart som beskrevs av Jason Richard Swallen. Stipa diegoensis ingår i släktet fjädergrässläktet, och familjen gräs. Inga underarter finns listade i Catalogue of Life.